# Pseudocerotidae
Pseudocerotidae ist eine zu den Plattwürmern gehörende Familie, deren Mitglieder in Meeren leben.

## Merkmale
Pseudocerotidae sind einfache Organismen mit ovalen Körpern, Tentakeln und bunten Farben, die sich mittels ihrer Zilien auf Oberflächen fortbewegen. Die Würmer haben kein Blutsystem, keine Atmungsorgane, komplexe Reproduktionsapparate, die aufgrund ihrer Zwittrigkeit weibliche und männliche Geschlechtsorgane aufweisen, sowie ein einfaches Gehirn.

## Lebensraum und Verbreitung
Arten der Familie können – auch wegen der Verbreitung durch den Menschen – weltweit in tropischen und subtropischen Meeren gefunden werden. Die Lebensräume befinden sich in Korallenriffen, in flachen Riffen, im Tiefenwasser oder in Aquakulturgebieten. In der Karibik und in Regionen des Indopazifiks liegen die für diese Arten biodiversesten Gebiete.

## Lebensweise

### Ernährung
Wegen ihrer weichen Körper und langsamen Bewegungen können sich Arten aus der Familie der Pseudocerotidae nur von Organismen ernähren, die sich nicht oder nur wenig bewegen. Zu ihrer Nahrung gehören verschiedene Schwämme sowie andere sessile Organismen oder tote Wirbellose. Mithilfe ihrer Chemorezeptor finden die Würmer ihre Nahrung. Die Nahrung wird bereits außerhalb des Körpers verdaut, bevor sie über den Pharynx aufgenommen wird.

### Fortpflanzung

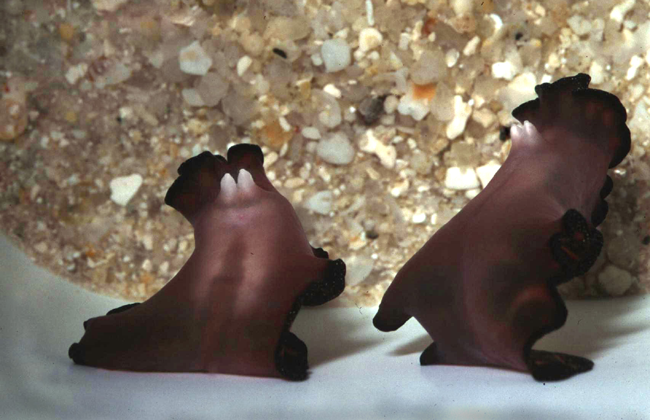
Pseudobiceros bedfordi beim Paarungsritual des „Penisfechtens“

In der Familie gibt es das Paarungsritual des „Penisfechtens“. Hierbei kämpfen die beiden Individuen nicht aggressiv um das Recht der Insemination, es geht darum, dass sich beide Würmer am Ende des Rituals absichtlich gegenseitig begatten. Innerhalb der Familie gibt es Arten, die längere Zeit Brutpflege betreiben, dies betrifft hauptsächlich Arten mit einer geringen Nachkommenzahl. Arten mit hoher Nachkommenzahl und schneller Entwicklung zeigen wenig Brutpflegeverhalten. Die Würmer produzieren Eikapseln, die meist glatt und rund sind, vereinzelt haben Arten auch Kapsel mit einem spitz zulaufenden Ende. Bei manchen Arten können die Eikapseln, in denen sich die Jungtiere entwickeln, über 3000 Eier enthalten.

## Systematik
Zur Ordnung der Polycladida gehörende Plattwürmer werden häufig durch ihre zwittrigen Reproduktionsorgane und ihre äußeren anatomischen Merkmale, beispielsweise der Anordnung der Augen, dem Ort des Pharynx oder der tentakelartigen Körperfortsätze, unterschieden. Aufgrund der männlichen Reproduktionsorgane wurde eine Unterteilung in Pseudobiceros und Pseudoceros vorgeschlagen, was durch genetische Untersuchungen hinsichtlich der Unterschiede in der DNA bestätigt wurde.
Der Familie Pseudocerotidae werden zehn Gattungen zugeschrieben:
- Acanthozoon Collingwood, 1876
- Bulaceros Newman, Cannon, 1996
- Maiazoon Newman, Cannon, 1996
- Monobiceros Faubel, 1984
- Nymphozoon Hyman, 1959
- Phrikoceros Newman, Cannon, 1996
- Pseudobiceros Faubel, 1984
- Pseudoceros Lang, 1884
- Thysanozoon Grube, 1840
- Yungia Lang, 1884

Elf weitere Gattungen, die in der Vergangenheit Bestand hatten, wurden in die oben genannten Gattungen integriert.